# Горюша
«Горюша» — опера в четырёх действиях русского композитора Антона Рубинштейна по повести Дмитрия Аверкиева «Хмелевая ночь». Либретто к опере написал сам Аверкиев. Впервые поставлена 21 ноября 1889 года на сцене Мариинского театра в Санкт-Петербурге (дирижёр Э. Ф. Направник). Главные оперные партии исполнили Н. Н. Фигнер (Иван), Е. К. Мравина (Княгиня), М. А. Славина (Дашутка). Образ боярина Полтева воплотил Фёдор Стравинский, отец композитора Игоря Стравинского. В 1902 году опера представлена в театре Солодовникова в Москве Товариществом русской частной оперы (дирижёр М. М. Ипполитов-Иванов). В московской постановке исполнителями партий стали В. Петрова-Званцева (Дашутка), Е. Цветкова (Княгиня), А. Шубин (Иван), Н. Веков (Князь).

## Либретто
Действие происходит в XVII веке. Сирота Дашутка, которая выросла в доме старого князя, была им соблазнена. Ключник князя Иван заступается за девушку перед жителями села, насмехавшимися над ней. Дашутка влюбляется в Ивана и просит князя, собирающегося к боярину Полтеву, сосватать её за ключника. Князь обещает исполнить просьбу. Увидя Ивана, князь при своей жене, молоденькой княгине, сватает за него Дашутку. Но любовь девушки не взаимна. Иван заявляет, что не зарится на барские обноски. Князь грозит разобраться с ним по приезде и уезжает к Полтеву. Иван и княгиня влюблены друг в друга. Дашутка узнаёт об их связи, спрятавшись в кустах в княжеском саду. Поражённая горем девушка своим безумным бредом раскрывает князю измену его жены. Князь велит повесить Ивана в саду на качелях. Дашутка, вмешавшись в разговор князя с княгиней, просит не верить её словам про измену. Она грозит князю раскрыть княгине его любовную связь с ней и совершённое им детоубийство. Разгневанный князь убивает Дашутку ножом. Раскаявшись в содеянном, он отпускает Ивана, а жене велит уйти в монастырь.

## Критика
Советские музыковеды критично отзывались об опере. Так, по словам Абрама Гозенпуда, «Рубинштейн сочинил эффектную, но лишённую внутреннего драматизма оперу», а «отступление от психологической правды превратило героев в условные фигуры мелодрамы». По мнению Юлия Энгеля, «особенно смешон конец оперы, когда сентиментально-зверский князь, убив Дашутку и отправив жену в монастырь, обращается к народу: „Уйдите все, меня оставьте с моим создателем наедине“…».